# إدوين إف. هاردينغ
إدوين إف. هاردينغ (بالإنجليزية: Edwin F. Harding)‏ هو عسكري أمريكي، ولد في 18 سبتمبر 1886 في فرانكلين في الولايات المتحدة، وتوفي في 5 يونيو 1970.